# Stéphane Blancafort
Pour les articles homonymes, voir Blancafort.
 Stéphane Blancafort, né le 6 mai 1970, est un acteur et metteur en scène français.

## Biographie
De par ses parents professeurs, Stéphane Blancafort découvre le théâtre par sa mère et le sport par son père. Sportif de haut niveau (athlétisme, rugby, tennis), il se tourne finalement vers le théâtre et intègre en 1991 le conservatoire de Montpellier puis celui de Bordeaux.
En 1996, il crée la Compagnie Le théâtre du Gaucher, à Pau et met en scène de nombreuses pièces de Beaumarchais, Yasmina Reza, Marcel Pagnol,,...
Il mène également une carrière à la télévision notamment dans diverses séries comme Plus belle la vie, Une femme d'honneur, Mafiosa et au cinéma en tournant avec Gilles Lellouche et Vincent Lindon dans Mea Culpa de Fred Cavayé et dans Vilaine avec Marilou Berry.
En 2014, il obtient le rôle récurrent du commandant de la BRI David Canovas dans la série Candice Renoir aux côtés de Cécile Bois sur France 2 et depuis 2016 le rôle du capitaine Paul Marchal dans la série Tandem aux côtés d'Astrid Veillon sur France 3, séries toutes deux suivies par plus de 5 millions de télespectateurs,. Après une septième saison, Tandem prend fin en 2023. En juin 2023, il rejoint le casting de la série Ici tout commence.

### Vie privée
Depuis 2024, il est en couple avec l'actrice Catherine Davydzenka, rencontrée lors du tournage d'Ici tout commence,.

## Filmographie

### Cinéma

#### Longs métrages
- 2006 : Avec (ou sans) Mozart de Philippe Alauzet
- 2008 : Vilaine de Jean-Patrick Benes et Allan Mauduit : Flic 'De Niro' aéroport
- 2009 : La Famille Wolberg de Axelle Ropert : Alain
- 2009 : Mères et Filles de Julie Lopes-Curval : Le photographe
- 2013 : Océan de Emmanuel Laborie
- 2014 : Mea Culpa de Fred Cavayé : Homme    IGS

#### Courts métrages
- 2003 : Mafia Lose de Bénédicte Delmas
- 2003 : Passage en caisse d'Arnaud Binard
- 2005 : La Bouche de la vérité de Philippe Alauzet
- 2009 : Psyché de Julie Bascou et Harry Grange
- 2012 : La Cage et la Plume de Pierre Desgranges
- 2017 : Demain, j'arrête! de Jean-Pierre Michaël
- 2019 : Purge de David Coudyser
- 2025: Trouve ton Super Pouvoir de Florence Coste: Charles Moreau/Superman

### Télévision
- 1997 : L'Histoire du samedi, épisode La sauvageonne : Le pompier
- 2003 : Le Bleu de l'océan, série : Caïd
- 2005 : Plus belle la vie, série : Luigi Collina
- 2006 : Section de recherches, saison 1, épisode Arrêt d'urgence : Pascal Legendre
- 2006 : Fabien Cosma, épisode Sans raison apparente : Patrick
- 2006 : Sous le soleil, épisode Jamais sans mon fils : Nicolas
- 2006 : Une femme d'honneur, épisode Médecin neurologue : Médecin neurologue
- 2007 : Suspectes, mini-série : Yann Cholet
- 2008 : Mafiosa, saison 2 : Copain
- 2008 :  Disparitions, mini-série : Kinésithérapeute
- 2009 : L'École du pouvoir de Raoul Peck, téléfilm : Gendarme
- 2009 : Action spéciale douanes, épisode Eaux troubles : Thierry Lemasson
- 2009 : Joséphine, ange gardien, épisode Les majorettes : L'organisateur
- 2009 : R.I.S. Police scientifique, épisode Feu intérieur : Jean-Luc Gamond
- 2010 : L'Amour vache de Christophe Douchand : le médecin de l'hôpital
- 2011 : Le Jour où tout a basculé, épisode Comment j'ai racketté mon père (Voyage d'affaires) : Pierre
- 2011 : Victoire Bonnot, épisode Dis-moi d'où tu viens... : Bertrand Dessage
- 2012 : Talons aiguilles et bottes de paille, série : Mathias Hernandez
- 2012 : Aïcha, épisode Vacances infernales : Le policier
- 2013 : Famille d'accueil, épisode Le choix de Justine : Thomas
- 2013 : Le Jour où tout a basculé, épisode Papa et stérile : Paul
- 2013 : Section de recherches épisode  Belle à mourir : animateur
- 2013 : Clem, épisode Haut les cœurs ! : M. Bonnet
- 2014 : Intime conviction de Rémy Burkel, téléfilm : Pierre
- 2014 : La Loi de Barbara, épisode  Le coupable idéal  : Alex Prodi
- 2014 :  Jusqu'au dernier, mini-série : Maître Agostini
- 2014 : Mongeville, saison 1, épisode 3, Le dossier Phœbus de Jacques Santamaria : Florent Lovoy
- 2014 : Origines, saison 1 épisode 4, Le fils de la lune : Sébastien Renouvot
- 2014-2017 : Candice Renoir (saison 2 à 4 et invité saison 5) : David Canovas, commandant de la BRI
- 2015-2019 :  Cassandre, série : Yvan
- 2015 : Mes amis, mes amours, mes emmerdes..., saison 4 : Raphaël
- 2016 : Famille d'accueil, épisode Une visite inattendue : Thomas
- 2016 - 2023 : Tandem, série : Paul Marchal
- 2018 : Camping Paradis, saison 10, épisode Réunions de familles : Laurent
- 2021 : Crime à Biot de Christophe Douchand : Serge Pellegrino
- 2021 : Le Code, série : Carl Roussel
- 2021 : Joséphine, ange gardien, Saison 20, épisode Haute Couture : Nicolas
- 2022 : Meurtres en Champagne de Dominique Ladoge : Bastien Keller[11]
- Depuis 2023 : Ici tout commence, saisons 3 et 4 : Marc Leroy
- 2023: Tropiques Criminels, saison 4, ep 1
- 2024 : Meurtres à Arles d'Octave Raspail : Émile Garnier
- 2024 : Tandem (épisode spécial Retour vers le passé) d'Astrid Veillon : Paul Marchal
- 2024 : Face à face : saison 2, épisode Entraide : Max Bertori
- 2025 : Vidal, téléfilm de Bénédicte Delmas : Mathieu Lepage

## Théâtre

### Comédien
- 2003 :  Les Mystères de Laàs de et mise en scène Bernard Monforte
- 2004 :  Les mystères de l'escaladieu de et mise en scène Bernard Monforte
- 2005 :  Etienne Delarue d'Anne Durand et Bernard Monforte, mise en scène Dominique Sicilia et Marie Fabre
- 2006 : Henry Purcell de Hélène Bonnefoy
- 2006 : Les Trois Mousquetaires d'Alexandre Dumas, mise en scène Bernard Monforte
- 2006 : Mort d'un curé de passage de et mise en scène Bernard Monforte
- 2006 : Les durs à cuire de Anne Durand et Bernard Monforte, mise en scène Bruno Bonomo
- 2006 : Qui a assassiné le Baron Bourgoing? de et mise en scène Bernard Monforte
- 2010 - 2013 :  Marius de Marcel Pagnol, mise en scène Catherine Sparta

### Comédien et metteur en scène
- 2000 : « Art » de Yasmina Reza
- 2000 :  Hola ! Hé ! Sganarelle de Guy Vassal
- 2000 :  Une envie de tuer.., sur le bout de la langue de Xavier Durringer
- 2000 : La Nuit de Valognes d'Éric-Emmanuel Schmitt
- 2001 : Le Barbier de Séville de Beaumarchais
- 2001 : Les Muses orphelines de Michel Marc Bouchard
- 2003 : Cravate Club de Fabrice Roger-Lacan
- 2004 : Dix petits nègres d'Agatha Christie
- 2005 : Variations énigmatiques d'Éric-Emmanuel Schmitt
- 2006 : Fébus de Bruno Spiesser
- 2008 :  Une envie de tuer.., sur le bout de la langue de Xavier Durringer
- 2009 : Si j'étais diplomate de Rickman & Tiedemann